# Jezarotes apicalis
Jezarotes apicalis är en stekelart som först beskrevs av Jinhaku Sonan 1936.  Jezarotes apicalis ingår i släktet Jezarotes och familjen brokparasitsteklar. Inga underarter finns listade i Catalogue of Life.